# Montalbano Elicona
Montalbano Elicona là một đô thị ở tỉnh Messina trong vùng Sicilia của Ý, có vị trí cách khoảng 150 km về phía đông của Palermo vào khoảng 50 km về phía tây nam của Messina. Tại thời điểm ngày 31 tháng 12 năm 2004, đô thị này có dân số 2.687 người và diện tích là 67,4 km².
Ở đây có lâu đài được Frederich II cho xây năm 1233 và các đường phố có kiến trúc Trung cổ.
Đô thị Montalbano Elicona có các frazioni (các đơn vị cấp dưới, chủ yếu là các làng) Pellizzaro, Toscano, Santa Barbara, Villa Braidi, và Santa Maria.
Montalbano Elicona giáp các đô thị: Basicò, Falcone, Floresta, Francavilla di Sicilia, Librizzi, Malvagna, Oliveri, Patti, Raccuja, Roccella Valdemone, San Piero Patti, Santa Domenica Vittoria, Tripi.